# Nati nel 1075
| Questa pagina contiene informazioni ricavate automaticamente dalle voci biografiche con l'ausilio del template Bio e di un bot. L'aggiornamento è periodico e automatico e ricostruisce completamente la pagina. Se manca una persona in questa lista, sei pregato di non aggiungerla, ma accertati piuttosto che la sua voce biografica contenga il template Bio e che i dati anagrafici siano correttamente compilati. Se il template Bio manca, inseriscilo tu stesso o, in alternativa, metti l'avviso {{tmp\|Bio}} che ne segnala la mancanza. Se i dati riportati sono sbagliati, correggi direttamente la voce biografica; le modifiche saranno visibili in questa lista entro pochi giorni. Per chiarimenti vedi il progetto biografie. La lista contiene solo le 11 persone che sono citate nell'enciclopedia e per le quali è stato implementato correttamente il template Bio. Pagina aggiornata al 10 ago 2025. |

- 16 febbraio - Orderico Vitale, monaco cristiano e storico inglese († 1142)
- Berta di Savoia, regina († 1111)
- Diepoldo III di Vohburg, nobile tedesco († 1146)
- Enrico IX di Baviera, nobile tedesco († 1126)
- Kim Pusik, politico coreano († 1151)
- Lotario II di Supplimburgo, re († 1137)
- Nicola Pellegrino, santo bizantino († 1094)
- Raimondo I di Baux, nobile francese († 1149)
- Ranieri I del Monferrato, marchese († 1137)
- Ponzio di Melgueil, abate e cardinale francese († 1125)
- Bernardo di Valenza, patriarca cattolico francese († 1135)